# Schlosskirche Schöneiche

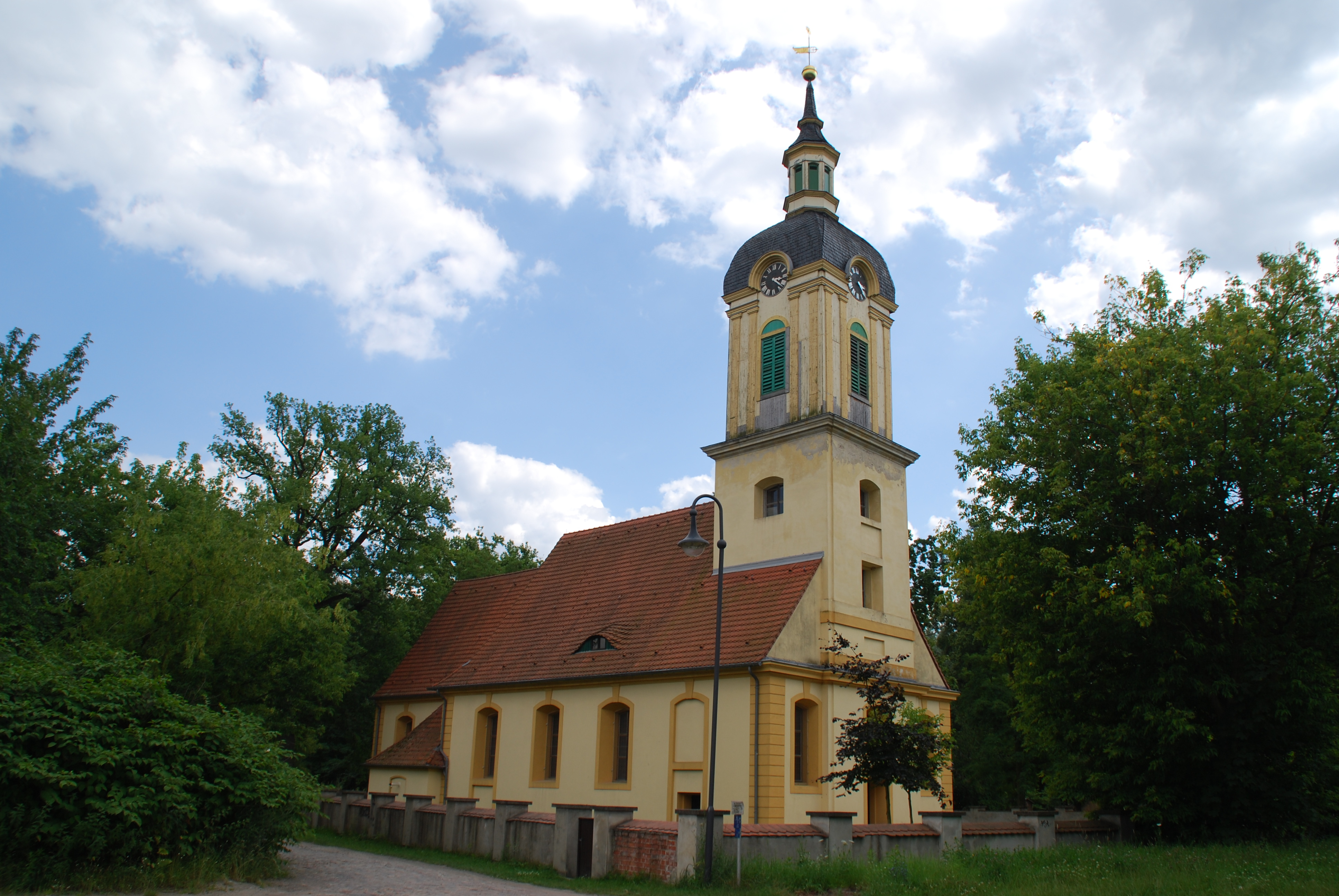
Schlosskirche Schöneiche

Die Schlosskirche Schöneiche ist ein ehemaliger Sakralbau in Schöneiche bei Berlin im Landkreis Oder-Spree in Brandenburg. Er steht unter Denkmalschutz und wird seit 1998 von der Gemeinde als Standesamt genutzt.

## Lage
Das Bauwerk steht im nördlichen Teil der Gemeinde an der Ecke Dorfstraße/Kastanienallee. Von Norden kommend verläuft die Neuenhagener Chaussee in südwestlicher Richtung am Bauwerk vorbei. Östlich der Kirche stand einst ein Schloss mit einem angrenzenden Park, durch den das Fredersdorfer Mühlenfließ verläuft. Ein Zufluss ist der Jaegergraben, der westlich an der Kirche vorbeiläuft und nördlich in das Fließ entwässert.

## Geschichte

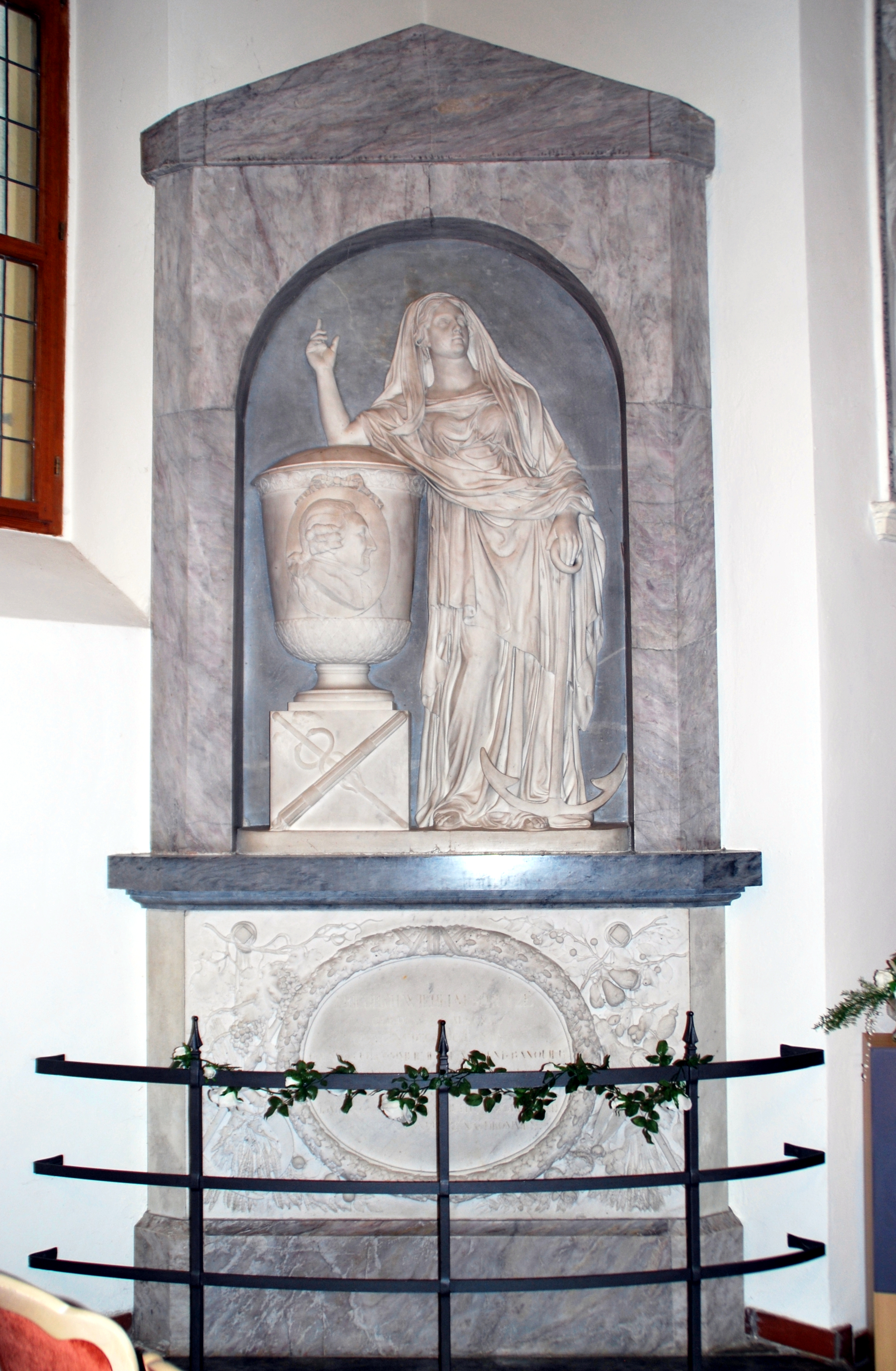
Schütze-Grabmal Schadows

Schöneiche wurde 1376 erstmals im Landbuch Karls IV. urkundlich erwähnt. Aus dieser Zeit stammt vermutlich auch die im Kern frühgotische Saalkirche, die von Handwerkern aus Feldsteinen errichtet wurde. Nach einer wechselvollen Geschichte mit zahlreichen Eigentümern erwarb der Geheime Rat Severin Schindler das Gut Schöneiche und damit auch die Kirche. Er ließ das Bauwerk im Jahr 1725 erweitern, verputzen und im Stil des Barock umbauen. Bei einem erneuten Verkauf des Gutes gelangte es am 7. Juli 1761 in den Besitz des Berliner Hofbankiers Friedrich Wilhelm Schütze, der die Kirche in ein neues Ensemble bestehend aus einem Schloss sowie einem angrenzenden Park eingliederte. Schütze starb 1795 und wurde in der Schlosskirche in einem von Johann Gottfried Schadow im Jahr 1797 gestalteten Grabmal bestattet. In den Jahren 1830, 1879, 1903 sowie 1932 führten Handwerker Ausbesserungsarbeiten am Turm durch. Während das Schloss nach dem Zweiten Weltkrieg abgetragen wurde, blieb die Kirche stehen. Sie gelangte im Jahr 1982 in das Eigentum der Gemeinde, die ab 1985 mit Restaurierungsarbeiten begann. Sie wurde dabei vom Schöneicher Heimatfreundeverein und ortsansässigen Betrieben unterstützt. Seit 1994 dient das Gebäude als Konzert- und Veranstaltungsraum und seit 1998 zusätzlich als Standesamt.

## Baubeschreibung

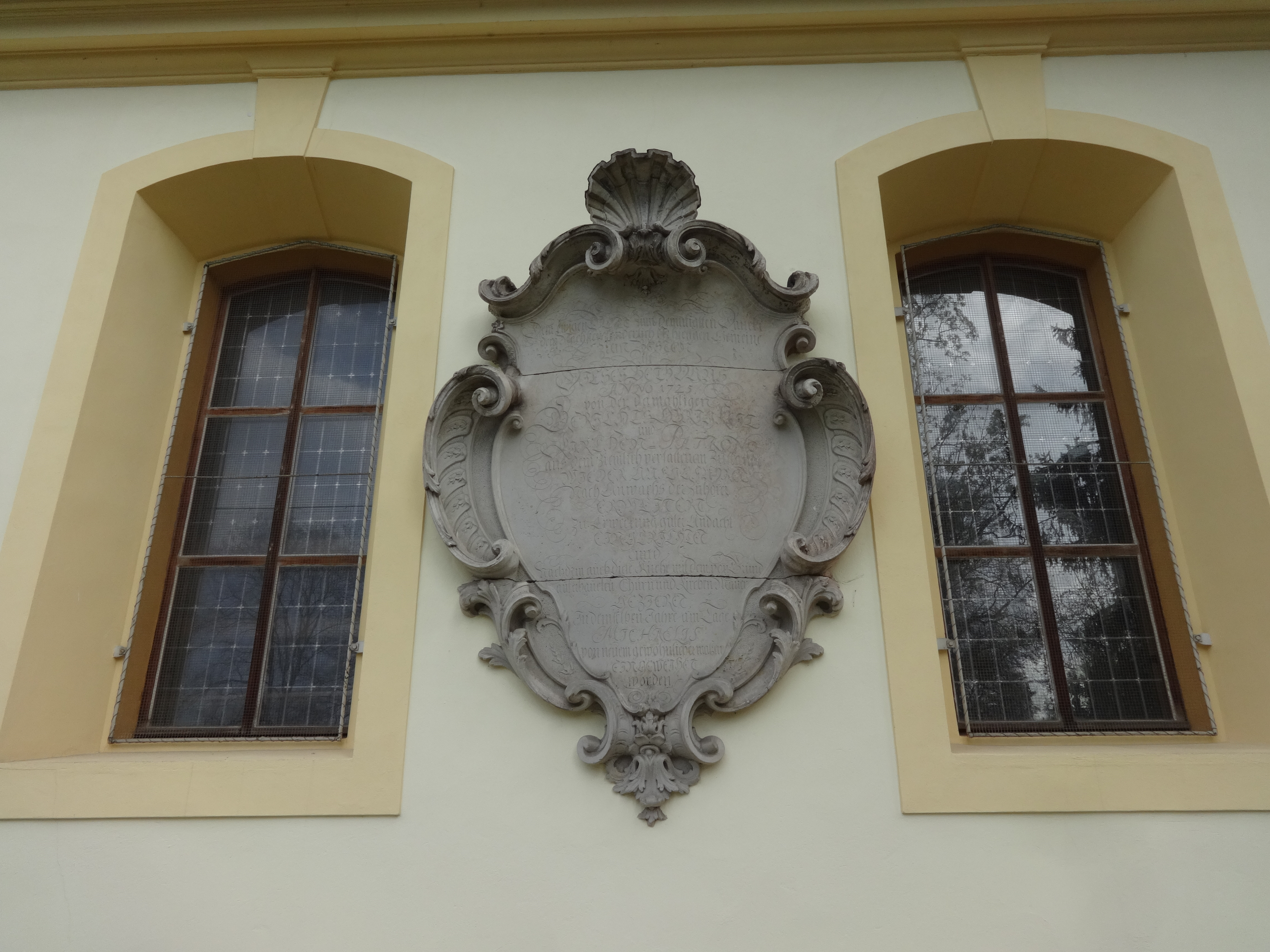
Bauinschriftkartusche an der südlichen Schiffswand

Der ursprüngliche Bau wurde aus Feldsteinen mit einem eingezogenen und rechteckigen Chor errichtet. Aus dieser Bauzeit sind an der Gebäudehülle keine Spuren mehr erkennbar. 1725 wurde der Sakralbau erheblich erweitert und umgebaut. Die Feldsteine wurden verputzt und die Ecken des Bauwerks mit genuteten Lisenen auffällig gegliedert. Der Chor ist nun gerade und hat an seiner Südseite zwei, an der Ost- und Nordseite je ein barockes, segmentbogenförmiges Fenster. An der Nordseite ist eine kleine Sakristei mit einem eigenen Eingang an der Ostseite angebaut. Die Laibungen der Fenster wurden mit farblich hervorgehobenen Faschen betont. Sie wurden optisch mit einem umlaufenden Gesims verbunden und strecken so das Bauwerk in die Höhe. Der Giebel des Chors ist ebenfalls verputzt und hat ein mittig angebrachtes, kreisförmiges Fenster. Der zuvor querrechteckige Westturm wurde mit Hilfe von Nebenräumen auf die Breite des Kirchenschiffs erweitert. So entstand eine durchgängige Fläche, die an der Südseite mit je zwei rechteckigen Portalen und einem darüberliegenden segmentbogenförmigen Fenster streng gegliedert ist. Dazwischen sind je zwei größere, hochgesetzte Fenster derselben Formensprache. In der Mitte ist eine große Bauinschriftkartusche, die auf den Umbau 1725 hinweist. Die Nordseite des Kirchenschiffs hat lediglich im westlichen Bereich ein rechteckiges Portal. Das darüber liegende Fenster sowie das an der Südseite achssymmetrisch vorhandene zweite Portal sind als Blenden ausgeführt. Chor und Kirchenschiff sind mit je einem schlichten Satteldach ausgeführt; letzteres mit einer mittig platzieren Fledermausgaube auf jeder Seite. Am westlichen Ende des Dachs ragt der quadratische, aus Holz errichtete Turm heraus, der im ersten oberen Geschoss eine gedrückt-segmentbogenförmige Öffnung an den drei zugänglichen Seiten aufweist, die an der Westseite durch ein weiteres Fenster ergänzt wird. Darüber folgt ein umlaufendes Gesims, gefolgt vom Turmobergeschoss mit je einer Klangarkade und einer Turmuhr, die in die geschweifte Haube mit einer achteckigen Laterne übergeht. Die westliche Fassade des Gebäudes ist mit einem doppelten Pilaster gegliedert, an die sich seitlich zwei Fenster anschließen. Das Portal ist vergleichsweise schlicht und rechteckig mit einem darüberliegenden, kleinen Fenster.

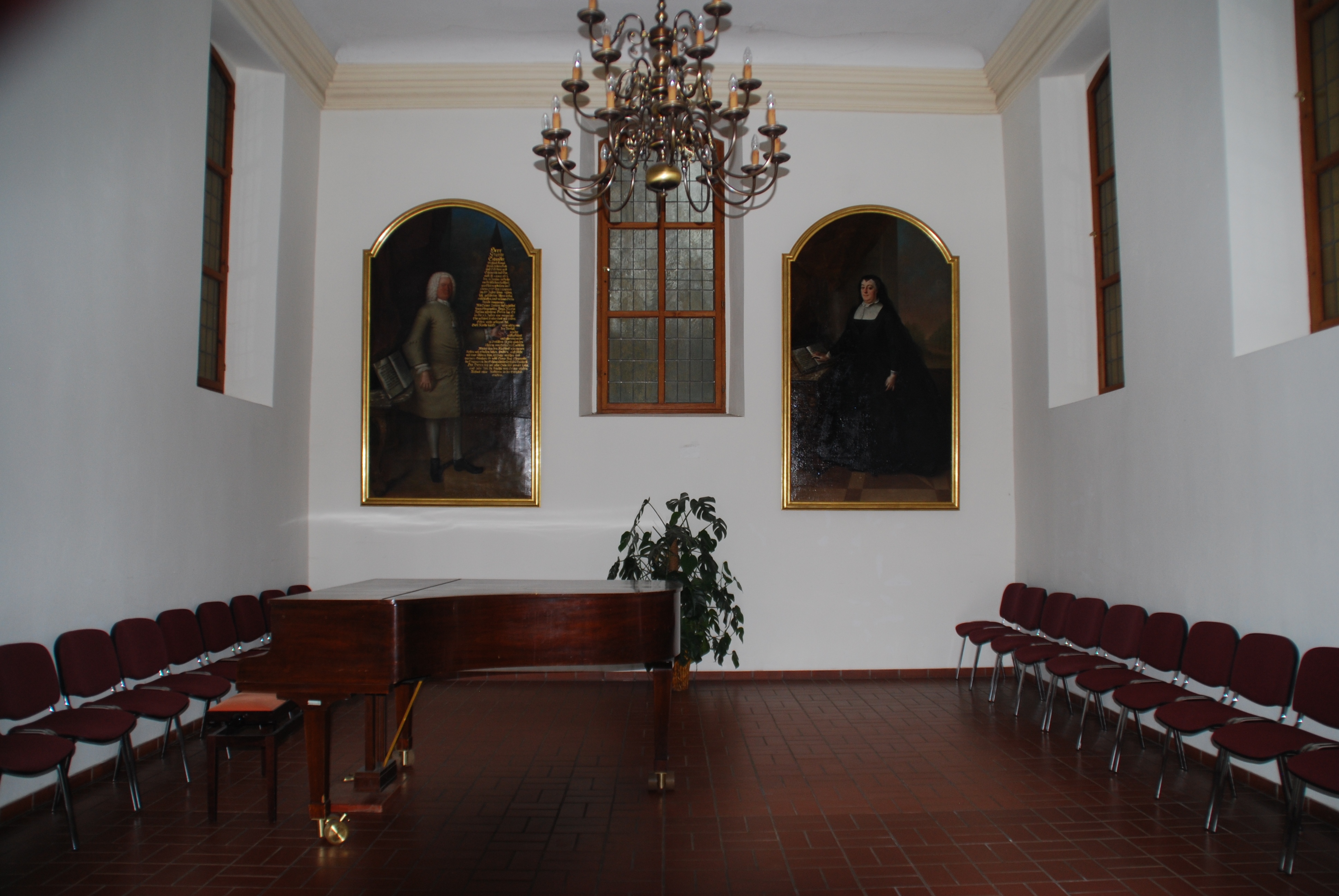
Chor mit Gemälden Rosina und Severin Schindlers

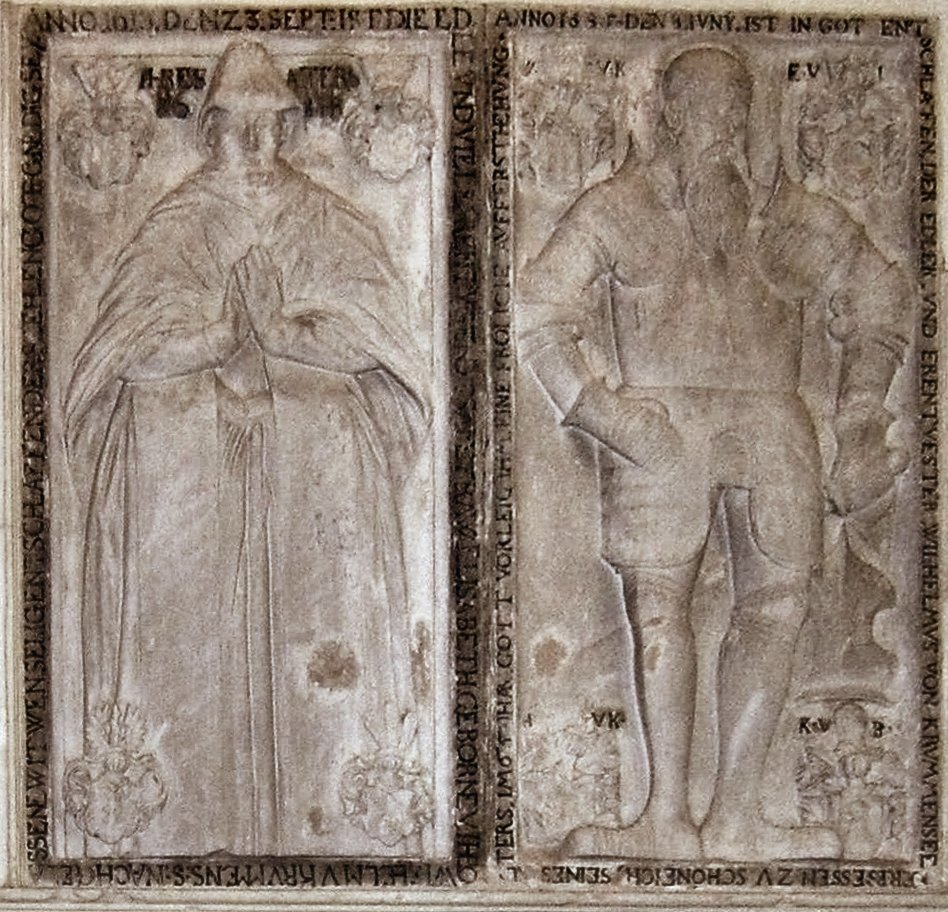
Grabmäler Elisabeth und Wilhelm von Krummensees

## Ausstattung
Im Chor befinden sich an der Ostseite zwei Gemälde des polnischen Porträtmalers Georg Lisiewski, der am Hof König Friedrich Wilhelms I. arbeitete, und Lisiewskis Tochter Barbara Rosina. Die Werke aus den Jahren 1739 und 1740 zeigen Severin Schindler (von G. Lisiewski) und seine Ehefrau Rosina (von B. Lisiewska). An der nördlichen bzw. südlichen Chorwand hängen figürliche Grabsteine derer von Krummensee: An der Nordwand sind Wilhelm (gestorben 1585) und seine Ehefrau Elisabeth geborene von Ilow (gestorben 1613) zu sehen, während an der Südwand an Cristoffel (gestorben 1596) erinnert wird. Östlich dieses Epitaphs hängt eine Ahnentafel des Heinrich Wilhelm von Krummensee. Sie besteht aus Weißblech, auf das in Öl 20 Wappen aufgetragen wurden. Ein weiteres Grabdenkmal erinnert an den einstigen Eigentümer und Hofbankier Friedrichs II., Friedrich Wilhelm Schütze aus dem Jahr 1797: In einer Nische steht eine figürliche Darstellung der Hoffnung, die sich auf eine Urne stützt. Die übrigen Ausstattungsgegenstände gingen im Wesentlichen durch Kriegseinwirkungen verloren. Lediglich die Westempore ist noch vorhanden. Sie ist in einem rötlich-braunen Farbton gehalten und mittig mit einer Kartusche verziert.